# Скарбениці
Скарбениці (пол. Skarbienice, нім. Skarbinitz) — село в Польщі, у гміні Жнін Жнінського повіту Куявсько-Поморського воєводства.
У 1975-1998 роках село належало до Бидгощського воєводства.